# Akademischer Medienfachmann
Der Titel Akademischer Medienfachmann bzw. Akademische Medienfachfrau wurde in Österreich mit dem Abschluss des Medienlehrganges an der Universität Graz vergeben.

## Medienlehrgang
Die Universität Graz bot als einzige österreichische Universität den 1974 von Hermann Baltl gegründeten Medienkundlichen Lehrgang (bis 2017: Medienlehrgang) an, der bis 1995 auch von ihm geleitet wurde. Es handelte sich um einen viersemestrigen Universitätslehrgang, der mit einem Diplom abzuschließen war und als Einrichtung der Sozial- und Wirtschaftswissenschaftlichen Fakultät der Universität Graz den Teilnehmern auf gehobener Ebene eine praxisnahe Ausbildung für einen Medienberuf bot.
Der Medienlehrgang wurde 2017 eingestellt.
Absolventen des Medienlehrganges sind beispielsweise Gerald Ganglbauer und Kurt Wallner.